# Depredador d'emboscada

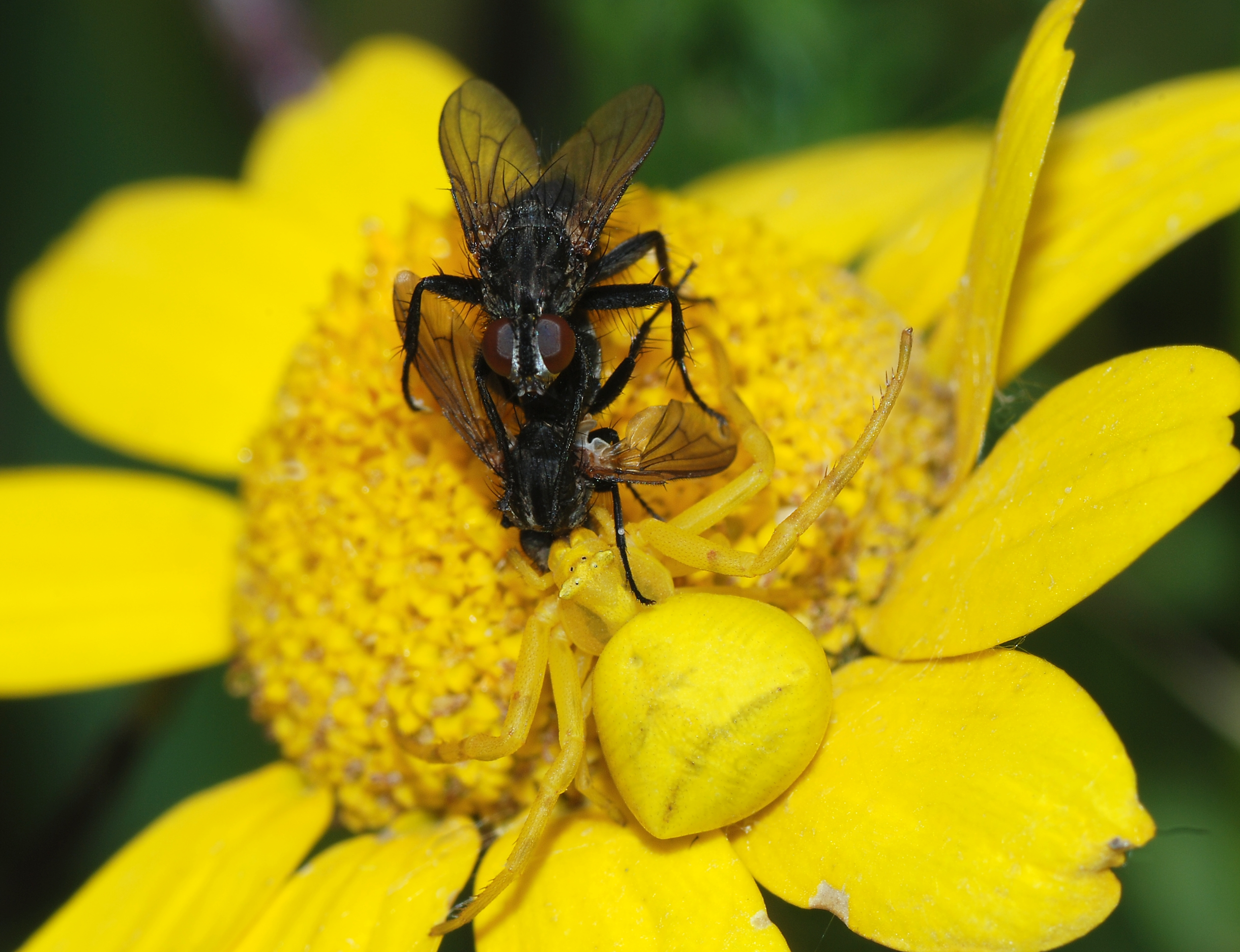
Una aranya cranc femella cau sobre la femella d'una parella de mosques en plena copulació.

Els depredadors d'emboscada són animals carnívors que es camuflen, posen paranys o fan servir el factor sorpresa (generalment per instint) per caçar o atrapar les seves preses. A diferència dels depredadors de persecució, que exploten la seva punta de velocitat o la seva resistència per capturar les preses, els depredadors d'emboscada resten ocults i esperen que la presa s'acosti abans de llançar un atac fulminant que venci tota resistència en un instant.
Les emboscades, sovint oportunistes, es poden parar amagant-se en un cau, mitjançant el camuflatge, per mimetisme agressiu o amb l'ús d'alguna trampa, com pot ser una teranyina. Els depredadors empren una combinació de sentits per detectar i estudiar la presa i triar el moment ideal per atacar. Els depredadors d'emboscada nocturns, entre els quals hi ha els gats i les serps, tenen pupil·les verticals amb forma d'escletxa que els ajuden a estimar la distància que els separa de les preses en condicions de poca lluminositat. Els diferents depredadors d'emboscada fan servir diferents mitjans per capturar les preses, des de la llengua llarga i enganxifosa dels camaleons fins a la boca expansible dels peixos granota.
La depredació d'emboscada és molt comuna en el regne animal i es pot veure en grups tan variats com les estrelles de mar, els cefalòpodes, els crustacis, les aranyes, els insectes (com ara els mantodeus) i els vertebrats (incloent-hi un gran nombre de peixos i serps).